# Parafia Niepokalanego Poczęcia Najświętszej Marii Panny w Wygodzie
Parafia Niepokalanego Poczęcia Najświętszej Maryi Panny – rzymskokatolicka parafia w Wygodzie, należąca do dekanatu czarnoleskiego w diecezji radomskiej.

## Historia
Pierwotny drewniany kościół w Wygodzie został zbudowany w 1955 staraniem ks. Józefa Adamczyka, proboszcza macierzystej parafii Gródek. Był on restaurowany w latach 1978–1979, a rozebrany w 1990. Parafia została erygowana 3 lutego 1957 przez bp. Jana Kantego Lorka. Obecny kościół pw. Niepokalanego Poczęcia NMP, według projektu arch. Zygmunta Koczonia, zbudowany został w latach 1989–1991 staraniem ks. Jerzego Rybusińskiego. Poświęcenia dokonał 30 czerwca 1991 bp Marian Zimałek. Konsekracji świątyni dokonał bp Stefan Siczek 7 czerwca 2002. Kościół jest wzniesiony z czerwonej cegły. Kościół filialny w Czarnolesie, pw. św. Jana Chrzciciela, został zbudowany według projektu arch. Z. Koczonia w latach 1989–1991, staraniem ks. J. Rybusińskiego i księży rodaków – Stefana i Stanisława Popisów. Poświęcił go 30 czerwca 1991 bp Marian Zimałek. Kościół jest budowlą z czerwonej cegły.

## Proboszczowie
- 1957–1960 – ks. Józef Adamczyk
- 1960–1967 – ks. Stanisław Janik
- 1967–1968 – ks. Jan Rzuczkowski
- 1968–1975 – ks. Stanisław Orlik
- 1975–1979 – ks. Florian Rafałowski
- 1979–1987 – ks. Jan Glibowski
- 1987–1992 – ks. Jerzy Rybusiński
- 1992–1995 – ks. Bogdan Nogaj
- 1995–2006 – ks. Wiesław Szymkiewicz
- 2006–2024 – ks. Mirosław Maj
- 2024 – ks. Tadeusz Rojek[1]

## Zasięg parafii
Do parafii należą wierni z miejscowości: Chechły, Czarnolas, Czarnolas-Kolonia, Helenów, Jabłonów, Kuszlów, Piątków, Teodorów, Wygoda, Zwola.